# (175281) Kolonics
(175281) Kolonics est un astéroïde de la ceinture principale.

## Description
(175281) Kolonics est un astéroïde de la ceinture principale. Il fut découvert le 28 mai 2005 à Piszkesteto par Krisztián Sárneczky. Il présente une orbite caractérisée par un demi-grand axe de 2,98 UA, une excentricité de 0,11 et une inclinaison de 10,8° par rapport à l'écliptique.

## Compléments